# 無段自動變速器
無段變速箱（英語：Continuously Variable Transmission），中國大陸稱無級變速器，港澳稱無段變速波箱，馬新則稱無段速牙箱，是可以連續調節轉速／扭矩轉換比的自动变速器，於1879年由米爾頓·里夫斯發明，最初用於鋸木機器中，及後才安裝於自己的汽車之上。

## 簡介
无级变速器（CVT，也稱為单速变速器、滑輪傳動或扭轉轉動）是一種自动变速器，可以透過連續變速改變有效傳動比。這與其他提供固定數量的齒輪比的機械變速箱形成對比。CVT的靈活性允許輸入軸保持恆定的角速度。
早期以皮帶驅動設計提供了整體大約88％的效率（近年以鋼帶為主可以提昇至96％），雖然低於手排變速箱（98％），但可以透過平順的變速特性來抵消損失，他可以使引擎以最有效的速度運行持續平順地輸出動力。當需要動力時，CVT的比例可以立刻改變，讓引擎以其產生最大功率的轉速區間輸出動力（可以一直維持在峰值效率的轉速）。在輕量小扭力產品（如摩托車）中，皮帶驅動的无级变速器還提供易於使用和機械簡單化的優點。CVT本身並不一定須要有離合器，然而在一些車輛（例如轎車、高檔機車）中，添加離心式或是油壓離合器作為“緩衝”，這在N檔（空轉）或是排入檔R時是有需要的。
CVT有V型橡膠帶式、鋼帶式、多盤式、鋼球式、滾輪轉盤式...等多種構造，大都利用金屬带和可变半徑的滾輪传输動力。透過主动滾輪与被动滾輪半径的变化，达到類似齒輪比的变化。理論上這種傳動方式的效率很高，不過必須建立在能負荷沒有打滑所傳遞的動力的情況下。由於是利用鋼帶與滾輪之間的摩擦力傳遞動力，所以鋼帶及滾輪的工作情況十分苛刻。為了有效傳遞動力，鋼帶與滾輪之間不允許打滑，而且原本產生的熱能已經很多，如果再打滑恐怕將會造內部機件的燒毀或嚴重耗損。而為了增加靜摩擦力，最直接的方式就是增加鋼帶與滾輪之間的壓力。但摩擦力增加了，動力傳輸的耗損也會增加，無形中還是增加了油耗。
鋼帶的強度也是一大重點，目前無段變速箱大多使用於汽車、速克達、機車、拖拉機為主，以日本及德國製為主流。無段變速箱優點主要在沒有傳統多組齒輪式自排變速箱換檔過程造成的損耗，傳統自排變速箱換檔太快會造成震動，近年來無段變速箱搭配扭力轉換器或電子控制離合器與引擎連結，可以發揮所長很快速順暢得由低速進入高速齒輪比不用擔心震動，也就是能比較快速順暢進入省油齒輪比，但並不適用於扭力過高的情況，這時要用較高的油耗作補償，傳統自排變速箱相對比較耐用耐高扭力，所以汽車公司仍繼續開發八前速以上之傳統自排變速箱。現代無段變速箱也可用電子控制液壓調整滾輪間距來產生幾個固定齒比檔位，不過若切換此模式來換檔就會與傳統自排變速箱一樣，會多增加一點油耗。

## AISIN（愛信精機，豐田）

### Direct-Shift CVT
专为TNGA系列平台使用，最大的特色是加入起步齒輪，有效改善剛起步無力的問題，可模擬10速手自排。

### Super CVT（又名丰田K CVT）

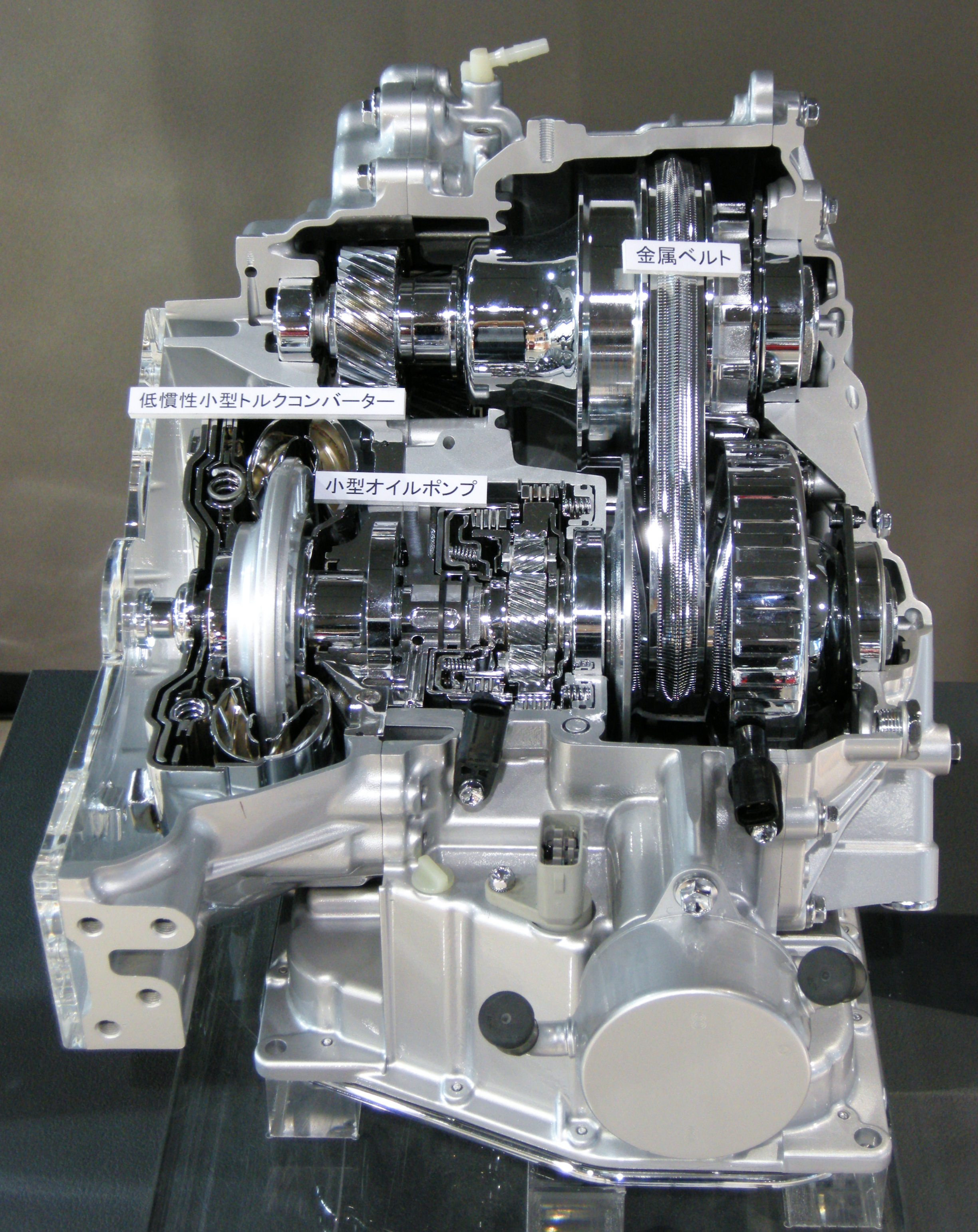
丰田Super CVT-i 变速箱

2000年登场，可模擬七速手自排，變速箱與引擎之間使用傳統扭力轉換器做連結。

### E-CVT（Toyota Power Split Device）
使用于丰田的混合動力車輛，虽然运作原理上與傳統CVT完全不同，但駕駛感受與CVT相同。
此種變速箱是由行星齒輪與馬達組成，其優點有，構造簡單、可靠度高；缺點是若需要將引擎輸出轉換成扭力，效率很差，而且當馬達或控制馬達的变频器故障時，變速箱就故障了；因此此種混合動力車輛並沒有純汽油模式。

## JATCO（捷特科，日產）

### N-CVT
為日產第一代的CVT系統，衍生自速霸陸的ECVT，採用電磁式離合器，缺點是裡面的磁粉易受潮而結塊，在部份氣候潮濕的地方故障率較高。

### Hyper CVT
為日產第二代的CVT系統，以扭力轉換器取代電磁式離合器，強化耐用度及改善第一代N-CVT缺點。

### Xtronic CVT
簡稱X-CVT，為日產第三代變速箱，由Jatco所生產，鋼帶採用12層、400片的「土」字型鋼片所組成，變速箱與引擎之間使用傳統扭力轉換器做連結，可承受3.5升以上引擎的扭力。使用X-CVT之車系為NISSAN的TIIDA、BLUEBIRD SYLPHY、ROGUE、TEANA、MURANO等。

### INVECS CVT
為三菱汽車所使用，變速箱與引擎之間使用傳統扭力轉換器做連結，與日产的XTRONIC CVT同為Jatco生產，使用之車系為LANCER FORTIS、OUTLANDER、COLT PLUS等。

## Subaru（速霸陸）

### ECVT
電子式無段變速自排系統為早期所使用之CVT變速箱。

### Lineartronic CVT
為速霸陸車系採用的CVT變速箱。

## Honda（本田）

### Multimatic CVT無段變速系統
1995 Honda Civic VTi上，本田首次搭載Honda Multimatic（MMT）CVT無段變速系統，解決了傳統CVT扭力承受度不高的問題（但還是不如現代的CVT），是世界上第一個量產的高輸出的CVT。但與手排變速箱相比，MMT上使用的離合器系統是粘性聯軸器系統，仍然比以往的基於扭力轉換器的自排變速箱低。實際使用上時間一長也會造成傳動帶 在錐形滑輪上出現打滑的情況，最大承受動力也只有當時本田公佈的130ps，之後在不被看好的情況下就如同其他早期的CVT一樣僅僅出現在一些輕型車上。

### Earth Dreams CVT無段變速系統
2012年起為本田在現在主流車款所採用的G-DESIGN技術CVT變速箱系統，本體採用鋼帶式結構。鋼帶採用12層、400片的「土」字型鋼片所組成（生產廠商為BOSCH），變速箱與引擎之間使用傳統液壓扭力轉換器做連結。這款變速箱的特點是有更高更廣的變速比與更積極的變速速度，扭力承受能力也大幅提昇，配合模擬挡位甚至可以拉到紅線區也不會強制升挡，又有巡航時低轉速的經濟特性，符合本田一貫的造車理念。

## AUDI（Multitronic）
為AUDI B6/B7所採用的CVT變速箱系統，變速箱與引擎之間採用電子控制離合器做連結，可減少性能損失。曾有一段時間積極推廣至旗下車款，但由於離合器片容易過熱導致故障率過高，特別是在歐洲多山路與駕駛習慣仍然以手排變速箱為主，CVT平順的換挡特性也相對不受歡迎，基於市場成本考量AUDI決定停止開發MultitronicCVT變速箱系統，繼續使用雙離合器變速箱系統。

## Autotronic
為梅賽德斯-賓士所採用的CVT變速箱系統。